# Oxyopes decorosus
Oxyopes decorosus là một loài nhện trong họ Oxyopidae.
Loài này thuộc chi Oxyopes. Oxyopes decorosus được miêu tả năm 2005 bởi Zhang & Zhu.